# میکلوش مسنا
میکلوش مِسِنا (مجاری: Meszéna Miklós; ۱۴ دسامبر ۱۹۴۰ – ۲۹ ژوئیهٔ ۱۹۹۵) ورزشکار شمشیربازی اهل مجارستان بود.
وی در مسابقات کشوری و بین‌المللی در مجموع برندهٔ ۱ مدال برنز شده‌است.